# Zhouzhuang (Kunshan)

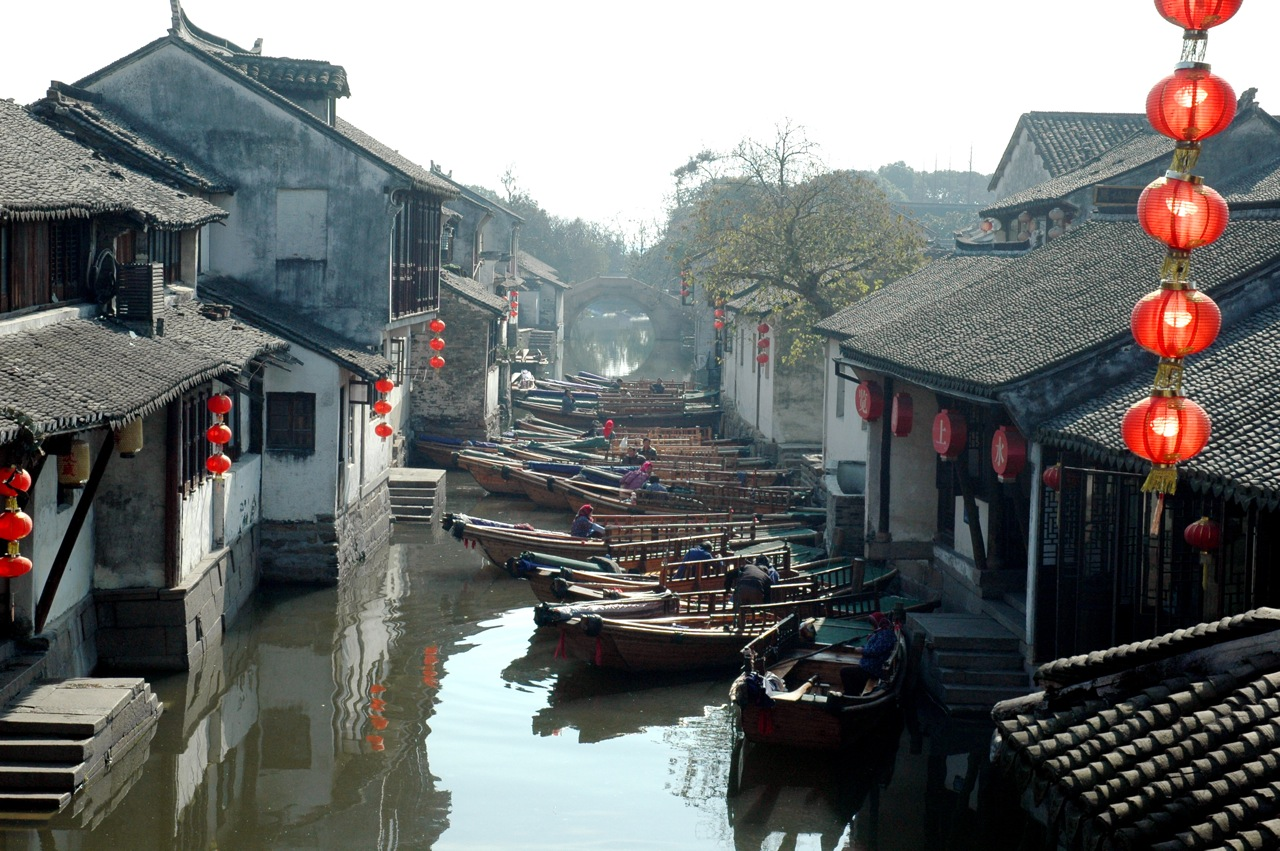
Blick auf einen der Wasserkanäle in Zhouzhuang

Zhouzhuang (chinesisch 周庄镇, Pinyin Zhōuzhuāng Zhèn) ist eine Großgemeinde der kreisfreien Stadt Kunshan in der chinesischen Provinz Jiangsu. Zhouzhuang hat eine Fläche von 39,09 km² und 28.599 Einwohner (Stand: Zensus 2010).
Zhouzhuang ist eine der bekanntesten „Wasserstädte“ Chinas und dementsprechend das Ziel vieler Touristen. Der historische Kern ist von Kanälen durchzogen und es können zahlreiche alte Gebäude besichtigt werden. Zhouzhuang wird auch (wie einige andere „Wasserstädte“ in der Region) das „Venedig des Ostens“ genannt. Zhouzhuang gehört außerdem zu den berühmten Sechs alten Großgemeinden Jiangnans (江南六大古镇).
Oktober 2019 finden in Zhouzhuang die Minigolf-Weltmeisterschaften statt.

## Administrative Gliederung
Zhouzhuang setzt sich aus zwei Einwohnergemeinschaften und zehn Dörfern zusammen. Diese sind:
| Einwohnergemeinschaft Zhenfengli (贞丰里社区), Regierungssitz der Großgemeinde; Einwohnergemeinschaft Quangonglu (全功路社区); Dorf Dongbang (东浜村); Dorf Fuxing (复兴村); Dorf Gaoyong (高勇村); Dorf Longfeng (龙凤村); | Dorf Longting (龙亭村); Dorf Nanhu (南湖村); Dorf Qibang (祁浜村); Dorf Quanwang (全旺村); Dorf Shuangmiao (双庙村); Dorf Yunnan (云南村). |